# Stonyx clotho
Stonyx clotho är en tvåvingeart som först beskrevs av Christian Rudolph Wilhelm Wiedemann 1830.  Stonyx clotho ingår i släktet Stonyx och familjen svävflugor. Inga underarter finns listade i Catalogue of Life.